# Wandhydrant

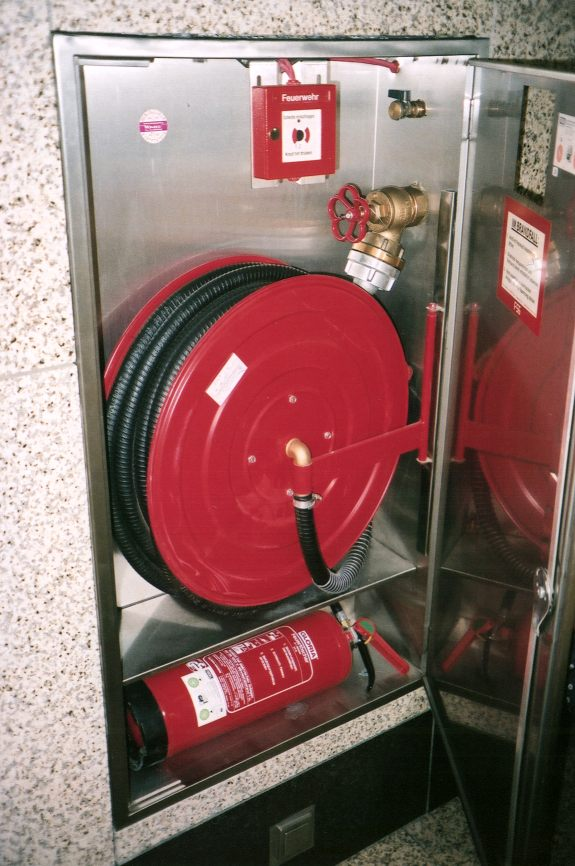
Wandhydrant mit Druckschlauch-W

Brandschutzzeichen für Wandhydrant nach ISO 7010

Wandhydranten sind in Gebäuden installierte Wasserentnahmestellen, die zur Brandbekämpfung vorgesehen sind.

## Beschreibung
In einer meist plombierten Wandnische an einem Ventil ist ein aufgerollter Druckschlauch mit dem dazugehörigen Strahlrohr angeschlossen. In Deutschland dient dazu meist ein formbeständiger Druckschlauch-W, der noch aufgerollt von Wasser durchflossen werden kann. Die Technik ist nach DIN 14 461 genormt. In Österreich werden Steigleitungen und Wandhydranten als „ortsfeste Löschwasseranlagen naß und trocken“ in der TRVB S 128 2012 genormt. Für eine erste Löschhilfe durch den Laien sind formbeständige Druckschläuche auf Haspeln vorgesehen, die Feuerwehr kann ihre Schläuche an einer ebenfalls vorhandenen Storz-C-Kupplung mit einer höheren Durchflussrate anschließen. Für die Brandbekämpfung durch Brandschutzgruppen und Betriebsfeuerwehren (erweiterte Löschhilfe) sind manchmal auch auf Haspeln aufgerollte faltbare Schläuche (Feuerwehrschläuche) vorhanden, die vor Benutzung erst vollständig abgerollt werden müssen.
Versorgt werden Wandhydranten über eine unter Druck stehende „nasse“ oder trockene Steigleitung. In letzterem Fall wird die Wasserpumpe über einen Schalter am jeweiligen Wandhydrant gestartet.
Die aktuelle Kennzeichnung von Wandhydranten erfolgt nach ASR in Verbindung mit der DIN EN ISO 7010; dargestellt wird auf dem Piktogramm der aufgerollte Feuerwehrschlauch mit seitlichen Flammen (siehe Abbildung). Aufgrund trinkwasserrechtlicher Regelungen muss eine Kennzeichnung des Hydranten erfolgen, wenn er nicht Trinkwasser führt.
Wandhydranten sind nicht nur für die Feuerwehr vorbereitet, sondern ähnlich einem Feuerlöscher für jedermann zugänglich, um einen Brand in der Entstehungsphase bekämpfen zu können. Häufig sind neben dem Wandhydranten auch ein Feuerlöscher, gegebenenfalls eine Löschdecke und ein Handfeuermelder (früher Druckknopfmelder) angebracht. Der Platz vor einem Wandhydranten muss immer frei bleiben.
In der Norm DIN 14 461, Teil 1, werden Wandhydranten seit der Ausgabe 2003-07 in die Typen „S“ und „F“ unterschieden.
TYP „S“ beschränkt sich auf Wandhydranten „zur Selbsthilfe“. Die Ausführung des Feuerlöschschlauchs ist zwingend aus einem formstabilen Material (min. 3/4″) auszuführen. Die geforderte Wassermenge beträgt 24 l/min bei einem Fließdruck von 2 bar bei einem Gleichzeitigkeitsfaktor von 2 Wandhydranten. Diese können somit abweichend von den üblichen Installationsregeln der DIN 14 461 mit der Nennweite DN 25 (1″) angeschlossen werden. Die Piktogramme sind nach BGV A8 mit einem zusätzlichen „S“ zu versehen.
TYP „F“ beschreibt die Wandhydranten „zur Selbsthilfe und zum Einsatz der Feuerwehr“. Die Ausführung des Feuerlöschschlauchs kann entweder aus formstabilem Material (min. 1″) oder aus einem vollsynthetischen C-42-Druckschlauch bestehen. Die Dimensionierung der Steigleitungen wird in der DIN 1988 geregelt, während die nötigen Löschwassermengen der DIN 14 461, Teil 1 zu entnehmen sind. Am letzten Wandhydranten des Steigstranges müssen 100 l/min (6 m³/h) bei einem Fließdruck von 3 bar bei einem Gleichzeitigkeitsfaktor von 3 Wandhydranten bereitgestellt werden.
In den letzten Jahren sind Wandhydranten aufgrund der gestiegenen Anforderungen an die Trinkwasserhygiene zunehmend in die Kritik geraten. Obgleich dies auch aus vertrieblichen Gründen sehr kontrovers diskutiert wird, gilt auch für Wandhydranten zunächst der Bestandschutz, so lange die Beprobung des Trinkwassers keine Auffälligkeiten hinsichtlich der Trinkwasserhygiene aufweist. Für Neuinstallationen und ggf. Anpassungen sind entsprechende Systemtrennungen vorzusehen, die Regelwerke DIN EN 1717 sowie DIN 1988 sind hier führend anzuwenden. 
Für Österreich gelten als Norm für die Wandhydranten die Technischen Technische Richtlinien Vorbeugender Brandschutz 128-S, die sich auf die DIN 14461-3 bezieht.